# Fabiola Balestriere
Fabiola Balestriere (Castellammare di Stabia, Nápoles, 18 de febrero de 2003) es una actriz, actriz de voz y modelo italiana.

## Biografía
Asistió a la escuela secundaria clásica "Plinio Seniore" en su ciudad natal y al terminar la escuela secundaria decidió inscribirse en la facultad de psicología de la Universidad.

## Carrera
Fabiola Balestriere comenzó su carrera como modelo de catálogo y en comerciales como Chevrolet y Original Marines y luego comenzó su carrera como actriz. De 2007 a 2023 ha sido elegida para interpretar el papel de Alice Pergolesi en la telenovela emitida en Rai 3 Un posto al sole, dándose a conocer inmediatamente al público. En 2011 hizo su debut cinematográfico con el papel de Young Girl en la película El rito (The Rite) dirigida por Mikael Håfström.
En 2011 interpretó el papel de Veronica Santipatri en la serie L'ombra del destino. En el mismo año interpretó el papel de Erika Pugliese en la segunda temporada de la serie R.I.S. Roma - Delitti imperfetti. En 2013 interpretó el papel de Marta en la primera temporada de la serie Il tredicesimo apostolo, titulada Il tredicesimo apostolo - Il prescelto. En 2015 fue incluida en el elenco de la película Babbo Natale non viene da Nord dirigida por Maurizio Casagrande, en la que interpretó el papel de Sabrina. Al año siguiente, en 2016, interpretó el papel de la hija de Marco Luna en la octava temporada de la serie Squadra antimafia, titulada Squadra antimafia - Il ritorno del boss. En el mismo año formó parte del elenco de la película Troppo napoletano dirigida por Gianluca Ansanelli.
En 2017 interpretó el papel de Benedetta Ventriglia en la segunda temporada de la serie Sotto copertura, titulada Sotto copertura - La cattura di Zagaria. En el mismo año interpretó el papel de Irene Caradonna en la película Veleno dirigida por Diego Olivares. En 2021 prestó su voz al personaje de Yaya en la película Yaya e Lennie - The Walking Liberty dirigida por Alessandro Rak. Al año siguiente, en 2022, interpretó el papel de Brooke Fantasia en la serie Vincenzo Malinconico, avvocato d'insuccesso.

## Filmografía

### Actriz

#### Cine
| Año  | Título                         | Personaje       | Director            |
| ---- | ------------------------------ | --------------- | ------------------- |
| 2011 | El rito (The Rite)             | Young Girl      | Mikael Håfström     |
| 2015 | Babbo Natale non viene da Nord | Sabrina         | Maurizio Casagrande |
| 2016 | Troppo napoletano              |                 | Gianluca Ansanelli  |
| 2017 | Veleno                         | Irene Caradonna | Diego Olivares      |

#### Televisión
| Año       | Título                                      | Personaje            | Director                           | Notas                |
| --------- | ------------------------------------------- | -------------------- | ---------------------------------- | -------------------- |
| 2007-2023 | Un posto al sole                            | Alice Pergolesi      | Varios director                    |                      |
| 2011      | L'ombra del destino                         | Veronica Santipatri  | Ricky Tognazzi                     | 6 episodios          |
| 2011      | R.I.S. Roma 2 - Delitti imperfetti          | Erika Pugliese       | Francesco Miccichè                 | Episodios 13 y 20    |
| 2013      | Il tredicesimo apostolo - Il prescelto      | Marta                | Alexis Sweet                       | Episodios 1, 11 y 12 |
| 2016      | Squadra antimafia - Il ritorno del boss     | Hija de Marco Luna   | Renato De Maria y Samad Zarmandili | Episodios 7 y 8      |
| 2017      | Sotto copertura - La cattura di Zagaria     | Benedetta Ventriglia | Giulio Manfredonia                 | 1 episodio           |
| 2022      | Vincenzo Malinconico, avvocato d'insuccesso | Brooke Fantasia      | Alessandro Angelini                | 3 episodios          |

### Actriz de voz

#### Cine
| Año  | Título                              | Personaje | Director       |
| ---- | ----------------------------------- | --------- | -------------- |
| 2021 | Yaya e Lennie - The Walking Liberty | Yaya      | Alessandro Rak |

## Comerciales
| Título           |
| ---------------- |
| Chevrolet        |
| Original Marines |